# 池坊文化学院
池坊文化学院（いけのぼうぶんかがくいん）は、京都府京都市下京区に所在する専修学校。

## 概要
1996年設立。設置者は学校法人池坊学園。
21世紀は心の時代と言われ、日本の伝統文化は世界から注目されている。その伝統文化を基盤として芽生え花開いた高度な文化と教養を中心として、新世紀を生きる現代人を育成することが目指されていた。
施設は短期大学と共存しており、池坊文化学院は社会人も多かったため、池坊文化学院の在学生には短期大学生の手本となることが求められていた。
2011年4月より諸般の事情で一時的に休校。
京都府の生涯学習の案内では、池坊文化学院は生涯学習を行う機関として紹介されている。社会人を対象として土曜日に授業を行っている。華道や着付けや能楽などの科目が設置されている。

## 構成[7]
- 現代文化コース
- 伝統文化コース
- 文化集中コース
- 研究・選択コース